# Oxyurichthys
Oxyurichthys és un gènere de peixos de la família dels gòbids i de l'ordre dels perciformes.

## Taxonomia
- Oxyurichthys amabalis (Seale, 1914)
- Oxyurichthys auchenolepis (Bleeker, 1876)
- Oxyurichthys cornutus (McCulloch & Waite, 1918)
- Oxyurichthys formosanus (Nichols, 1958)
- Oxyurichthys guibei (Smith, 1959)
- Oxyurichthys heisei (Pezold, 1998)
- Oxyurichthys lemayi (Smith, 1947)
- Oxyurichthys lonchotus (Jenkins, 1903)
- Oxyurichthys microlepis (Bleeker, 1849)
- Oxyurichthys mindanensis (Herre, 1927)
- Oxyurichthys notonema (Weber, 1909)
- Oxyurichthys ophthalmonema (Bleeker, 1856-1857)
- Oxyurichthys papuensis (Valenciennes, 1837)[2]
- Oxyurichthys paulae (Pezold, 1998)
- Oxyurichthys petersenii (Steindachner, 1893)
- Oxyurichthys saru (Tomiyama, 1936)
- Oxyurichthys stigmalophius (Mead & Böhlke, 1958)[3]
- Oxyurichthys takagi (Pezold, 1998)
- Oxyurichthys tentacularis (Valenciennes, 1837)
- Oxyurichthys uronema (Weber, 1909)
- Oxyurichthys viridis (Herre, 1927)
- Oxyurichthys visayanus (Herre, 1927)[4][5][6][7][8]